# Shulk
Shulk (シュルク?, Shuruku) è un personaggio immaginario e protagonista del videogioco di ruolo 2010 di Monolith Soft, Xenoblade Chronicles, parte della serie di videogiochi Xenoblade Chronicles. Shulk ha ottenuto un aumento di attenzione e popolarità grazie alla sua inclusione nei giochi di crossover Nintendo 2014 Super Smash Bros. per Nintendo 3DS e Wii U. Xenoblade Chronicles X presenta uno strumento di creazione del personaggio che consente al giocatore per creare personaggi che assomiglino a Shulk, con il suo doppiatore Adam Howden, e che era presente nel contenuto scaricabile "Challenge Mode" di Xenoblade Chronicles 2.

## Concezione e creazione
Tetsuya Takahashi, creatore della serie Xeno, Xenoblade Chronicles e Shulk, afferma che la sua motivazione principale nella creazione di Shulk era quella di rendere un protagonista più simpatico e riconoscibile che nella maggior parte dei videogiochi giapponesi di ruolo. Xenoblade ha caratterizzato un ciclo di sviluppo prolungato di quattro anni, risalente al 2006, in cui Takahashi afferma che, mentre il gioco ha subito molti cambiamenti, la trama dominante di Shulk è rimasta sostanzialmente la stessa.,La convinzione personale di Takahashi era che il tipo di personaggio JRPG più negativo e stanco porta il giocatore a risentirli a causa dell'investimento emotivo richiesto per completare giochi così lunghi. Takahashi ha lavorato con lo scrittore di anime Yuichiro Takeda sulla creazione di Shulk. Takeda riteneva che il modo più semplice per rendere simpatico Shulk fosse renderlo un protagonista silenzioso, ma Takahashi rifiutò questa idea, sentendo che ciò feriva la capacità del personaggio di "entrare in risonanza con il giocatore". Alla fine, Takahashi è andato nella direzione opposta, rendendo le interazioni positive di Shulk e le parole di incoraggiamento al centro del gioco. Takahashi ha cercato di far reagire Shulk agli eventi di gioco come se pensasse che i giocatori avrebbero reagito a loro. Il team di debugger di Nintendo, il "Super Mario Club", ha assicurato a Takahashi di essere sulla strada giusta per il suo obiettivo.
Nelle versioni di lingua inglese del gioco, Shulk è doppiato da Adam Howden. Ha ricevuto istruzioni su come interpretare Shulk, in gran parte che dovrebbe avere un accento inglese neutro, intelligente, "non elegante" e feroce quando necessario. Howden non ha mai avuto una sceneggiatura completa del gioco in modo che potesse sembrare più realisticamente sorpreso dai colpi di scena del gioco,ma fu informato della progressione della storia poco prima che lui dovesse pronunciarlo in modo che non sembrasse sconcertato. Il dialogo di Shulk è stato continuamente rivisto durante le sessioni per renderlo più naturale, sebbene Howden avrebbe comunque studiato la versione giapponese del gioco per catturare le stesse emozioni di quella versione.

## Apparizioni

### InXenoblade Chronicles
Shulk ha debuttato in Xenoblade, uscito nel 2010 per il Giappone e pubblicato con il nome di Xenoblade Chronicles nel 2011 per l'Europa e nel 2012 per il Nord America. Shulk è un "Homs" di 18 anni, l'equivalente immaginario del gioco di un umano. È il protagonista del gioco, interpretato come qualcuno che preferisce il "cervello ai muscoli". Ha perso i suoi genitori 14 anni prima del gioco durante una spedizione per il Monado, una potente spada che solo pochi eletti possono impugnare. Shulk vive a Colonia 9, uno dei due rimanenti insediamenti di Homs, dove lavora come ingegnere e studia il Monado. La storia segue la sua ricerca per difendere la sua terra dal Mechon dopo aver attaccato Colonia 9 e uccidere il suo amico d'infanzia e l'interesse amoroso di Fiora, durante il quale diventa il nuovo possessore del Monado. Il Monado permette a Shulk di intravedere il futuro prossimo, che funge sia da espediente narrativo che da meccanica di gioco nelle battaglie. Gran parte del gioco comprende la ricerca di Shulk di fermare il Mechon e vendicare Fiora e la sua lotta per comprendere le sue visioni e interpretare un modo per cambiarle in meglio, mentre si difende dall'invasione di Mechon e cercando di capire l'origine e le capacità nascoste della spada. Le missioni secondarie opzionali coprono piccoli capricci della personalità di Shulk, come il disgusto per le verdure e la paura dei bruchi.

### Negli altri media
Shulk è stato rivelato per la prima volta all'E3 2009 nel primo trailer di Monado: Beginning of the World, il titolo provvisorio di Xenoblade Chronicles. Nel 2013, Monolith Soft e Nintendo hanno annunciato un sequel spirituale di Xenoblade Chronicles intitolato Xenoblade Chronicles X. Alla fine di un trailer del 2013 per il gioco, i giornalisti hanno notato l'apparizione di un personaggio che somigliava molto a Shulk. Sebbene non giochi un ruolo nel gioco, lo strumento di creazione del personaggio del gioco consente al giocatore di rendere il proprio avatar giocabile simile a quello di Shulk, completo dell'opzione per Adam Howden come doppiatore. Nell'agosto 2014, una porta portatile di Xenoblade Chronicles, intitolata Xenoblade Chronicles 3D, è stata annunciata per il New Nintendo 3DS di Nintendo, con Shulk che riprende il suo ruolo di protagonista. Shulk, insieme a Fiora, appare nel contenuto scaricabile "Challenge Mode" di Xenoblade Chronicles 2 (DLC), dove sono giocabili come "Blades" - personaggi laterali diretti durante la battaglia.
Al di fuori della serie Xenoblade Chronicles, Shulk è stato protagonista della serie di giochi crossover di Nintendo Super Smash Bros.. Oltre all'annuncio di Xenoblade Chronicles 3D, Shulk è stato annunciato come personaggio giocabile in Super Smash Bros. per Nintendo 3DS e Wii U. Howden ha ripreso il suo ruolo di doppiatore di Shulk, alterando il suo tono per renderlo più appropriato per un gioco di combattimento. Shulk riappare in Super Smash Bros. Ultimate. Nel novembre 2014, è stato annunciato che Shulk avrebbe ricevuto la sua figura amiibo, che può essere utilizzata in combinazione con Super Smash Bros. per Nintendo 3DS, Wii U e Ultimate e Xenoblade Chronicles 3D.

## Recensioni
Shulk ha ricevuto un recensioni miste come personaggio principale di Xenoblade Chronicles. Katharine Byrne di Nintendojo ha elogiato con forza l'intricata esplorazione di Shulk che lotta con le questioni filosofiche di essere in grado di vedere il futuro, affermando che "i giocatori sono trattati per un'esplorazione delicata e sfumata delle difficoltà di Shulk nel trattare queste visioni... quando Shulk rapidamente impara che non può piegare il futuro alla sua volontà solo perché ha il dono della preveggenza. " Phil Kollar di Game Informer ha dichiarato che, a livello superficiale, il personaggio di Shulk potrebbe essere considerato "fastidioso", ma che alla fine è diventato un personaggio divertente grazie alla buona scrittura e al doppiaggio. Al contrario, alcuni recensori si sono lamentati del fatto che fosse troppo semplice. Jim Sterling si è lamentato del fatto che a Shulk mancasse la personalità, affermando di essere poco più di un "personaggio generico con solo vaghi frammenti di individualità", e che altrimenti si confondeva troppo con il resto del cast. Allo stesso modo, Jason Schreier di Kotaku si riferiva a Shulk come a un "guerriero senza personalità, inequivocabilmente insipido" che "fa sembrare gli altri eroi di JRPG come Marlon Brando ".
In confronto, Shulk ha ricevuto una ricezione generalmente positiva come personaggio giocabile in Super Smash Bros. per Nintendo 3DS e Wii U. Heavy.com, TechnoBuffalo e GamesRadar dicono che il suo Monado, in particolare la riproduzione fedele delle sue meccaniche di personalizzazione "Arts" da Xenoblade Chronicles, lo ha reso una scelta forte per essere giocato. Tuttavia, USGamer ha ritenuto che Shulk "può essere un combattente difficile" a causa del fatto che le Arti del Monado sono accompagnate da kanji e ha suggerito che i non madrelingua dovrebbero prima esercitarsi nell'uso delle Arts per familiarizzare con ciascuna di esse.